# Lungenadenomatose
Die Lungenadenomatose oder Jaagsiekte ist eine durch Retroviren hervorgerufene chronische Infektionskrankheit der Lunge bei Schafen, selten auch bei Ziegen, die durch knötchenartige Veränderungen der Lungen gekennzeichnet ist. Sie tritt in bestimmten Gebieten verstärkt (endemisch) auf und endet tödlich. In der Schweiz besteht für diese Tierseuche Meldepflicht.

## Erreger
Der Erreger der Lungenadenomatose, das Jaagsiekte-Schaf-Retrovirus, ist ein Betaretrovirus. Die Ausscheidung erfolgt über Lungensekrete die Übertragung auf dem Luftweg (aerogen) über Aerosole.

## Klinisches Bild
Die Inkubationszeit beträgt ein bis fünf Jahre. Erste Symptome sind eine beschleunigte Atmung (Tachypnoe) und gelegentlicher anfallsartiger feuchter Husten. Im weiteren Verlauf kommt es zu Atemnot (Dyspnoe), wässrigem Augen- und Nasenausfluss und Abmagerung bei erhaltenem Appetit. Wird ein Tier an den Hinterbeinen hochgehoben, fließt vermehrt schaumige Flüssigkeit aus der Nase ab.
Differentialdiagnostisch sind vor allem bakterielle Lungenentzündungen, Maedi und Lungenwurmbefall auszuschließen.
Die Diagnose kann anhand des klinischen Bildes als Verdacht gestellt werden. Ein direkter oder indirekter (Antikörper) Virusnachweis kann aus Lungensekret erfolgen, das durch bronchoalveoläre Lavage gewonnen wird.  Pathologisch-anatomisch zeigen sich schlecht kollabierte Lungenareale und graue, scharf abgegrenzte Knoten (Adenokarzinome).

## Bekämpfung
Eine Therapie oder Impfung ist nicht möglich. Die Bekämpfung zielt daher auf den Aufbau Lungenadenomatose-freier Bestände. 

## Wortherkunft
Einer der ersten Berichte der Krankheit stammt von 1825 aus der Kapkolonie im heutigen Südafrika, als ein Farmer die Symptome in einem Brief an das zuständige Magistrat beschrieb. Da die beschleunigte Atmung an ein gehetztes Tier erinnerte, bezeichnete er es als niederländisch Jaagziekte ‚Jagdkrankheit, Jagdseuche‘, die Schreibweise wurde später in afrikaans Jaagsiekte geändert.